# Explosió nuclear a gran altitud
Altitud explosions nuclears són el resultat de proves d'armes nuclears. Moltes d'aquestes proves es van realitzar a altituds elevades pels Estats Units i la Unió Soviètica entre 1958 i 1962. Proves posteriors es van plasmar en un programa del Departament de Defensa, el Programa 437.

## Generació EMP
El fort pols electromagnètic (EMP) que resulta té diversos components. En els primers dècims de nanosegons, aproximadament una dècima part del rendiment de l'arma apareix com a potents rajos gamma amb energies d'un a tres mega-electrons volts (MeV). Els rajos gamma penetren a l'atmosfera i xoquen amb molècules d'aire, dipositant la seva energia per produir enormes quantitats d'ions positius i electrons de retrocés (també coneguts com electrons de Compton). Els impactes creen electrons Compton d’energia MeV que després s'acceleren i s'espiren al llarg de les línies del camp magnètic terrestre. Els camps i corrents elèctrics transitoris resultants que generen emissions electromagnètiques de radiofreqüència de 15 a 250 megahertzs (MHz, o quinze milions a 250 milions de cicles per segon). Aquesta EMP a gran altitud es produeix entre 30 i 50 quilòmetres (18 i 31 milles) per sobre de la superfície de la Terra.

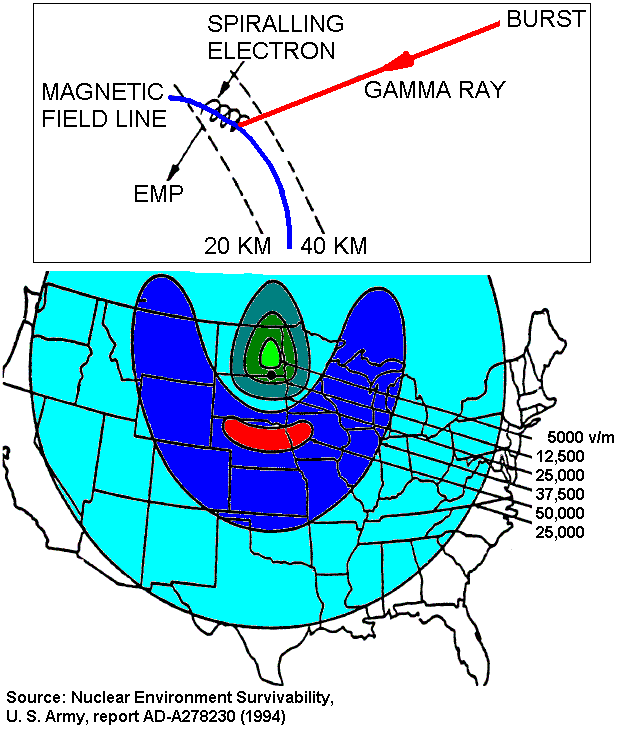
L'artefacte esclata a una altitud de 400 km EMP: els raigs gamma colpegen l’atmosfera entre 20 i 40 km d’altitud, expulsant electrons que després són desviats lateralment pel camp magnètic terrestre.

## Inconvenients
Starfish Prime va produir un cinturó de radiació artificial a l'espai que aviat va destruir tres satèl·lits (Ariel, TRAAC i Transit 4B van fracassar després de travessar el cinturó de radiació, mentre que Cosmos V, Injun I i Telstar 1 van patir una degradació menor, a causa d’alguns danys causats per la radiació a les cèl·lules solars, etc.). La taxa de dosi de radiació va ser d’almenys 0,6 Gy / dia quatre mesos després del Starfish Prime per a un satèl·lit o una càpsula amb tripulació ben blindats en una òrbita circular polar terrestre, cosa que va causar preocupació a la NASA pel que fa als seus programes d’exploració espacial amb tripulació.No obstant això, hi ha problemes amb les armes nuclears traslladades a escenaris de proves i desplegament. A causa del gran radi associat als esdeveniments nuclears, era gairebé impossible evitar danys indiscriminats a altres satèl·lits, inclosos els propis.

## Diferències respecte a les proves atmosfèriques
Els efectes visuals d’una explosió a gran altitud o basada en l'espai poden durar més que les proves atmosfèriques, de vegades superen els 30 minuts. Calor del tret de l'Operació Dominic, a una altitud de 50 quilòmetres (31,5 km) mi), va ser sentit pel personal de terra a l'atoló de Johnston, i aquesta prova va provocar cremades de retina a dos efectius del que no portaven les ulleres de seguretatEn general, els efectes nuclears a l'espai (o a grans altituds) tenen una visualització qualitativament diferent. Tot i que una explosió nuclear atmosfèrica té un núvol característic en forma de bolet, a grans altituds i les explosions espacials tendeixen a manifestar un "núvol" esfèric, que recorda altres explosions basades en l'espai fins a ser distorsionades pel camp magnètic terrestre i les partícules carregades resultants de l'explosió. poden travessar hemisferis per crear una pantalla auroral que ha portat al documentalista Peter Kuran a caracteritzar aquestes detonacions com a "les bombes de l'arc de Sant Martí".

## Proves soviètiques a gran altitud
Els soviètics van detonar quatre proves a gran altitud el 1961 i tres el 1962. Durant la crisi dels míssils cubans a l'octubre del 1962, tant els Estats Units com l'URSS van detonar diverses explosions nuclears a gran altitud com a forma de sacsejar el sabre.
Els pitjors efectes d’una prova soviètica a gran altitud es van produir el 22 d’octubre de 1962, a les proves nuclears del projecte soviètic K (proves ABM System A) un cap de míssils kt va detonar a prop de Dzhezkazgan a 290 km d'altitud. L’EMP va fondre 570 quilòmetres de línia telefònica aèria amb una intensitat mesurada de 2.500 A, van iniciar un incendi que va cremar la central elèctrica de Karaganda i va apagar 1.000 km de cables delèctrics soterrats entre Tselinograd i Alma-Ata.
L'any següent es va aprovar el Tractat de prohibició parcial de proves, que va posar fi a les proves nuclears atmosfèriques i exo-atmosfèriques. El tractat sobre l'espai exterior de 1967 va prohibir l'estacionament i l'ús d'armes nuclears a l'espai. El Tractat de prohibició integral de proves nuclears de 1996 prohibeix tota mena d’explosions nuclears; ja sigui per sobre o sota terra, sota l'aigua o a l'atmosfera.

## Llista d’explosions nuclears a gran altitud

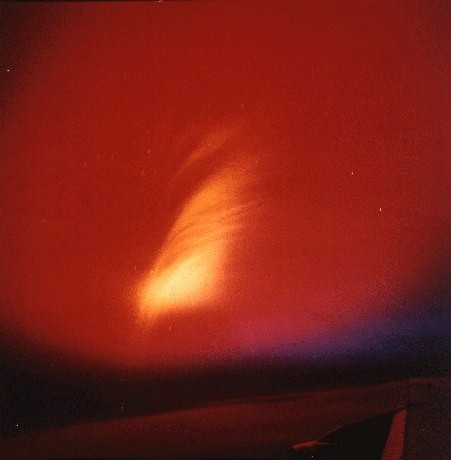
La bola de foc i l’aurora de residus creats per la prova Starfish Prime, tal com es veu des d’un avió KC-135 als 3 minuts.

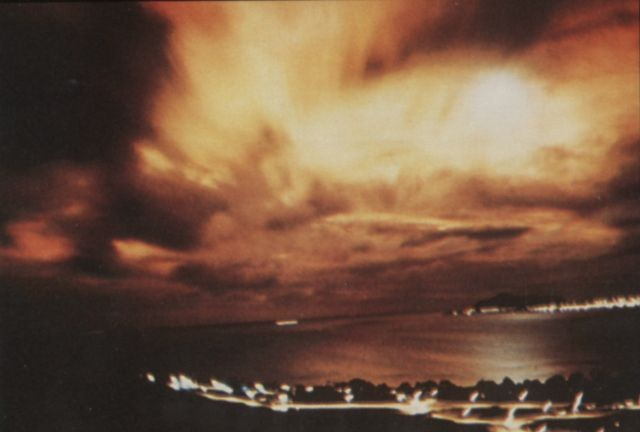
El Starfish Prime flaix com es veu a través de fortes nuvolades des d'Honolulu, a 1.300 km de distància.

Entre les més notòries:
- Operació Fishbowl
- Projecte Highwater
- Sospites que la bola de foc d'Ekaterinburg fou una explosió nuclear a gran altitud[8]

| Missió                                                           | Data                  | Rendiment | Altitud |
| ---------------------------------------------------------------- | --------------------- | --------- | ------- |
| Hardtack I - Atoll de Johnston, Oceà Pacífic                     |                       |           |         |
| Yuca                                                             | 28 d'abril de 1958    | 1,7       | 26,2    |
| Teca                                                             | 1 d'agost de 1958     | 3,8       | 76,8    |
| taronja                                                          | 12 d'agost de 1958    | 3,8       | 34      |
| Argus - Oceà Atlàntic Sud                                        |                       |           |         |
| Argus I                                                          | 27 d'agost de 1958    | 1,7       | 200     |
| Argus II                                                         | 30 d'agost de 1958    | 1,7       | 240     |
| Argus III                                                        | 6 de setembre de 1958 | 1,7       | 540     |
| - proves de 1961 - Kapustin Yar                                  |                       |           |         |
| Prova núm. 88                                                    | 6 de setembre de 1961 | 10,5      | 22,7    |
| Prova núm115                                                     | 6 d'octubre de 1961   | 40        | 41,3    |
| Prova núm. 127                                                   | 27 d'octubre de 1961  | 1,2       | 150     |
| Prova núm. 128                                                   | 27 d'octubre de 1961  | 1,2       | 300     |
| - Dominic I - (Operació Fishbowl) - Atoll Johnston, Oceà Pacífic |                       |           |         |
| Bluegill                                                         | 3 de juny de 1962     | fracassat |         |
| Bluegill Prime                                                   | 25 de juliol de 1962  | fracassat |         |
| Bluegill Double Prime                                            | 15 d'octubre de 1962  | fracassat |         |
| Bluegill Triple Prime                                            | 26 d'octubre de 1962  | 410       | 50      |
| Estrella de mar                                                  | 20 de juny de 1962    | fracassat |         |
| Starfish Prime                                                   | 9 de juliol de 1962   | 1,4       | 400     |
| Escac i mat                                                      | 20 d'octubre de 1962  | 7         | 147     |
| Peix rei                                                         | 1 de novembre de 1962 | 410       | 97      |
| - Projecte K - Kapustin Yar                                      |                       |           |         |
| Prova núm. 184                                                   | 22 d’octubre de 1962  | 300       | 290     |
| Prova núm. 187                                                   | 28 d'octubre de 1962  | 300       | 150     |
| Prova núm 195                                                    | 1 de novembre de 1962 | 300       | 59      |

Pel·lícules governamentals dels EUA:
- Operació Argus
- Operació Dominic
- Starfish Prime
- Operació Peixera
- Operació Dominic
- Operació Dominic - Illa Johnston
- Efectes a gran altitud: fenomenologia
- Efectes a gran altitud: interferència de sistemes